# Palanjek
Palanjek (régi magyar nevén „Palánk”) falu Horvátországban, Sziszek-Monoszló megyében. Közigazgatásilag Sziszekhez tartozik.

## Fekvése
Sziszek belvárosától 5 km-re északkeletre, a Száva bal partján fekszik. Lakóházai a nyugat-keleti irányú főutca mentén állnak.

## Története
A település neve 1673-ban tűnik fel először „Palaniek” alakban. 1695-ben magyar nevén említik „Palank” alakban. Valószínűleg a török veszély elmúltával a 17. század közepén telepítették be. 1773-ban az első katonai felmérés térképén „Dorf Palanijek” néven szerepel. A falunak 1857-ben 341, 1910-ben 430 lakosa volt.
A 20. század első éveiben a kilátástalan gazdasági helyzet miatt sokan vándoroltak ki a tengerentúlra. 1918-ban az új szerb-horvát-szlovén állam, majd később Jugoszlávia része lett. A második világháború idején a Független Horvát Állam része volt. A háború után a béke időszaka köszöntött a településre. Enyhült a szegénység és sok ember talált munkát a közeli városban. A falu 1991. június 25-én a független Horvátország része lett. 2011-ben 318 lakosa volt, akiknek mintegy fele a roma kisebbséghez tartozott.

## Népesség
| Lakosság változása | Lakosság változása | Lakosság változása | Lakosság változása | Lakosság változása | Lakosság változása | Lakosság változása | Lakosság változása | Lakosság változása | Lakosság változása | Lakosság változása | Lakosság változása | Lakosság változása | Lakosság változása | Lakosság változása | Lakosság változása |
| ------------------ | ------------------ | ------------------ | ------------------ | ------------------ | ------------------ | ------------------ | ------------------ | ------------------ | ------------------ | ------------------ | ------------------ | ------------------ | ------------------ | ------------------ | ------------------ |
| 1857               | 1869               | 1880               | 1890               | 1900               | 1910               | 1921               | 1931               | 1948               | 1953               | 1961               | 1971               | 1981               | 1991               | 2001               | 2011               |
| 341                | 363                | 382                | 435                | 394                | 430                | 411                | 423                | 378                | 372                | 387                | 297                | 343                | 320                | 323                | 318                |

## Nevezetességei
Szent Fülöp és Jakab apostolok tiszteletére szentelt fakápolnája.